# Scopula caespitaria
Scopula caespitaria là một loài bướm đêm trong họ Geometridae.